# かんさい情報ネットten.
『かんさい情報ネットten.』（かんさいじょうほうネット・テン.）は、読売テレビ（ytv）で2009年（平成21年）3月30日から、平日に放送されている関西ローカルの夕方ワイドニュース番組。2013年3月22日までは『かんさい情報ネットten!』（末尾のピリオドが感嘆符）の番組名で放送されていた。
キャッチコピーは「月〜金、夕方、テンの声。」→「かんさいの今とつながる。今を楽しむ夕方テレビ。」→「いざっ! メインキャスター・清水健! これまでの殻、破ります!」→「見るべき点が、見えるten.」→「全方位に、全力。」→「伝えます、ten.のチカラ。」→「一歩、まえへ」。新聞のテレビ欄には、番組名が「[N]ten.」と表記されている。略称は「ten.」。

## 概要
読売テレビは、2005年（平成17年）から『激テレ★金曜日』（金曜のみ）→『情報ライブ ミヤネ屋』（祝日を除く平日）を夕方16・17時台に放送していたが、『ミヤネ屋』が全国放送に昇格するに当たり、時間が繰り上げられたため、17時台は『NEWSリアルタイム』の任意ネット枠をそのまま放送していた。一方、19年間にわたって18時台後半に放送されていた『ニューススクランブル』は、抜本的な改革が求められていた。
そうした中、午前に放送されていた『なるトモ!』が2009年（平成21年）3月で終了するのを機に、夕方の自社制作枠を拡大し、当番組が開始された。読売テレビでの夕方の関西圏ローカルワイド番組は、関西ローカル時代（初期）の『ミヤネ屋』以来となる。
番組タイトルの「ten」とは、読売テレビのアナログチャンネル番号と地上デジタル放送のリモコン番号の「10」とtalk entertainment & newsの頭文字をとったもので、番組のタイトルロゴにも記載されている（「ten!」時代は小文字表記、「ten.」時代は大文字表記）。番組のマスコットキャラクターは、カンガルーの「おかんガルー」（当初は名前がなかったが、視聴者から名前を募集し決定した）。

## 歴史

### 三浦時代（2009年 - 2011年）
ニュースキャスターには三浦隆志が起用され、情報担当キャスターには清水健が起用された。
最新ニュースや生活にかかわる情報の提供の他、視聴者参加型番組として、視聴者からニュースに対する意見や疑問などを募集する。
「情報のスーパーマーケット」を番組のコンセプトとし、最新ニュースや生活にかかわる情報の提供の他、視聴者参加型番組として、視聴者からニュースに対する意見や疑問などを募集する。
ニュースコーナーは『ニューススクランブル』を、エンタメ・バラエティコーナーは『なるトモ!』を主に引き継いでおり、2番組の内容を集約化した番組とも言えよう。放送するスタジオも、開始当初は『なるトモ!』のセットを一部改装した上で使用していた。
第1回の放送（2009年3月30日）には、大阪府知事の橋下徹と大阪市長の平松邦夫（いずれも当時）が特別ゲストとしてスタジオに生出演した。
2009年4月9日には「プロに勝てるか!? シェフvs主婦料理バトル」のコーナーで勝者となったシェフの作った料理をスタジオ出演者に出す際、サバンナが改編期番宣番組『サバンナのみんなアップUP』（読売テレビで2009年4月18日に放送）の企画で背中に番組名の書かれたつなぎを着用して登場した。しかし料理を食べている出演者たちに全く相手にされないまま、出番を終えた。
2009年10月5日に、番組構成とスタジオセットの一部リニューアルが行われた。なお、このスタジオセット内のモニター下には、当番組放送後の夜に（金曜日は週末の番組の場合もあり）の番組宣伝の看板があるのが特徴である。
2011年3月28日から、番組を全面的にリニューアル。タイトルロゴやテロップ類、スタジオセットが一新され、パネラー席の配置が画面向かって左側から右側に変更された。2011年（平成23年）5月23日からは放送開始時間を1分繰り上げ16:47開始となった。
三浦は2011年（平成23年）9月16日放送分をもって降板した。

### 清水 → 清水・中谷時代（2011年 - 2017年）
三浦の後任として、2011年（平成23年）9月19日からは、清水がニュース担当兼任のメインキャスターに昇格。
2011年（平成23年）10月3日からは、全国ニュースの『news every.・第2部（現：第3部）』の放送時間が、17:53 - 18:15に変更されたため、第1部は3分拡大、第2部は1分拡大となった。
番組開始当初から出演していた読売テレビアナウンサーのうち、小林杏奈が2012年7月31日放送分で、虎谷温子が2012年9月25日放送分で卒業。虎谷の卒業を機に、2012年10月1日からは全曜日のキャスターを担当していた林マオも、2013年6月28日放送分で卒業した（いずれも産前産後休暇による措置）。同年7月1日放送分からは、入社2年目の中谷しのぶがキャスターを務めている。
2017年（平成29年）には、1月23日（月曜日）で通算の放送回数が2000回に到達したことから、27日（金曜日）までの5日間を「2000回スペシャルウィーク」に設定。「ただの通過ten.（通過点）」と銘打ちながら、当番組で過去に放送した秘蔵映像や、後述する特集・レギュラーコーナーの総集編を連日放送した。その一方で、番組開始当初から出演してきた清水が、読売テレビからの退社（31日付）を前に27日放送分で降板（詳細は「清水健 (アナウンサー)#読売テレビ退社」を参照）。

### 中谷 → 黒木・中谷時代（2017年 - ）
2017年1月30日（月曜日）放送分からは、暫定措置として、中谷が単独でメインキャスターを務めている。
2017年2月27日（月曜日）放送分からは、「伝えます、ten.のチカラ。」というキャッチコピーの下に、リニューアルを実施。中谷が正式にメインキャスターへ就任するほか、新人（入社1年目）の黒木千晶がサブキャスター、読売テレビ報道局の大田良平（2022年6月よりアナウンス部復帰）・橋本雅之両記者がフィールドキャスターを務める。読売テレビの女性アナウンサーで、入社1年目から平日夕方のローカルワイドニュースのキャスターをレギュラーで務めるのは、黒木が初めてである。2017年4月3日（月曜日）からリアルタイム字幕放送を開始。近畿広域圏のテレビ局で平日の夕方に放送されているローカルニュース番組では最も遅いスタートだった。さらに5月からは、前番組『ニューススクランブル』の初代メインキャスターであった辛坊治郎（元・読売テレビアナウンサーおよび報道局解説委員）が、不定期で水曜日に出演するようになった。
2019年4月改編からは、サブキャスターのうち、黒木の出演曜日を月 - 水曜日に変更。辛坊が「委員長」（MC）を務める『そこまで言って委員会NP』（金曜日にスタジオ収録）の「秘書」（アシスタント）を黒木が務めることなどに伴う措置で、木・金曜日のサブキャスターには、黒木の後輩アナウンサー（入社2年目）の澤口実歩を抜擢した。読売テレビの本社屋移転に伴って、同年8月30日放送分までは第2代社屋、9月2日放送分からは第3代社屋（いずれも大阪ビジネスパーク内に立地）から放送。
2020年8月6日放送分以降は、同月3日から林の後任扱いで『ミヤネ屋』のアシスタントへ異動した澤口に代わって、木・金曜日のサブキャスターに岩原大起（読売テレビアナウンサー兼報道局記者）を起用している。
2020年12月16日で放送3000回を達成した。
2021年1月4日放送分より、『news every.・第1部』のネットを開始するため、当番組は第0部を放送する水曜日を除いて、放送開始時間を3分繰り下げ・短縮の16:50開始に変更された。
2021年3月8日放送分以降は、メインキャスターの出演曜日を変更。中谷が火 - 金曜日に縮小する一方、月曜日には黒木がメインキャスターに就任する。それに伴い月曜日のサブキャスターは木・金曜日を担当している岩原が新たに担当する。
2022年2月28日（月曜日）放送分から、2017年2月のリニューアル後の体制として6年目となるタイミングに合わせて、時刻表示・スタジオセット・オープニングなどをリニューアル。キャッチコピーも「一歩、まえへ」に一新する。なお、出演者はリニューアル後も全員続投となる。
2022年4月6日より、水曜日も『news every.・第1部』の同時ネットを開始したため、当番組は第0部を廃止し、全曜日で放送開始時刻が16:50に統一された（ただし一部の祝祭日は15時50分開始）。
2022年9月19日はten.×す・またん!コラボ、23日はten.×ウェークアップコラボを10時25分から11時25分まで放送した。
2023年1月4日放送分より、中谷の出演日を火・水・金曜日の週3日に変更する他、黒木の出演日を月・木曜日の週2日に変更しメインキャスター専属となる（中谷担当日にフィールドキャスターとして中継出演する場合はある）。なお黒木の後任サブキャスターにはこれまで数回代理でサブキャスターを担当してきた足立夏保が新たに正式就任する。岩原の出演日に変更は無い。
近年は関西の各局が力つけており、以前までしていた討論会や大物政治家は呼べなくなってきている。メインキャスターの中谷しのぶも体調不良の欠席の日もある。
2024年3月29日放送分をもって月・木・金曜のサブキャスターを担当していた岩原が番組を卒業し、後任には2023年に入社した西尾桃と渡邊幹也の2人が新たに就任する。西尾は月曜の週1日、渡邊は木・金曜の週2日をそれぞれ担当する。足立の出演日に変更は無い。
2024年4月1日より『news every.・第1部』の枠縮小に伴い16:45開始に変更された。
2024年9月27日から金曜日のみ放送時間が15:50 - 19:00に拡大された（『news every.・第1部』は金曜日のみネット終了）。さらに火曜日のコーナーレポーターにはドーナツ・ピーナツが新たに加わることになった。月曜から木曜はこれまで通りの放送時間になる。
2025年3月31日放送分より、月曜日から金曜日までの全曜日で放送時間が15:50 - 19:00に統一されることになった（これに伴い『news every.・第1部』は全曜日でネット終了）。また月曜サブキャスターを担当していた西尾は『情報ライブ ミヤネ屋』へ異動のため2025年3月24日放送分をもって番組を卒業し、中谷・黒木の出演日の内、火曜⇔木曜が入れ替わり、黒木は月・火、中谷は水 - 金となる。サブキャスターの足立は中谷と合わせる形で火曜→木曜に変更、渡邊は月・火・金の週3日となる。

## 視聴率
開始当初は苦戦を強いられたが、小規模な構成変更を重ね、2011年9月のリニューアル後は第1部で1位、2位を争うまでになった。第2部は、同時間帯首位を獲得することが多く、15%を超える日もある。

## 放送時間
| 放送期間  | 放送期間   | 放送時間（JST）         | 放送時間（JST）         | 放送時間（JST）         | 放送時間（JST）         | 放送時間（JST）         |
| 放送期間  | 放送期間   | 月曜日                  | 火曜日                  | 水曜日                  | 木曜日                  | 金曜日                  |
| --------- | ---------- | ----------------------- | ----------------------- | ----------------------- | ----------------------- | ----------------------- |
| 2009.3.30 | 2011.5.20  | 16:48 - 19:00 （132分） | 16:48 - 19:00 （132分） | 16:48 - 19:00 （132分） | 16:48 - 19:00 （132分） | 16:48 - 19:00 （132分） |
| 2011.5.23 | 2014.7.15  | 16:47 - 19:00 （133分） | 16:47 - 19:00 （133分） | 16:47 - 19:00 （133分） | 16:47 - 19:00 （133分） | 16:47 - 19:00 （133分） |
| 2014.7.16 | 2020.12.25 | 16:47 - 19:00 （133分） | 16:47 - 19:00 （133分） | 15:50 - 19:00 （190分） | 16:47 - 19:00 （133分） | 16:47 - 19:00 （133分） |
| 2021.1.4  | 2022.4.1   | 16:50 - 19:00 （130分） | 16:50 - 19:00 （130分） | 15:50 - 19:00 （190分） | 16:50 - 19:00 （130分） | 16:50 - 19:00 （130分） |
| 2022.4.4  | 2024.3.29  | 16:50 - 19:00 （130分） | 16:50 - 19:00 （130分） | 16:50 - 19:00 （130分） | 16:50 - 19:00 （130分） | 16:50 - 19:00 （130分） |
| 2024.4.1  | 2024.9.20  | 16:45 - 19:00 （135分） | 16:45 - 19:00 （135分） | 16:45 - 19:00 （135分） | 16:45 - 19:00 （135分） | 16:45 - 19:00 （135分） |
| 2024.9.23 | 2025.3.28  | 16:45 - 19:00 （135分） | 16:45 - 19:00 （135分） | 16:45 - 19:00 （135分） | 16:45 - 19:00 （135分） | 15:50 - 19:00 （190分） |
| 2025.3.31 |            | 15:50 - 19:00 （190分） | 15:50 - 19:00 （190分） | 15:50 - 19:00 （190分） | 15:50 - 19:00 （190分） | 15:50 - 19:00 （190分） |

- 原則として 月 - 木曜日は16:45 - 19:00（JST）、金曜日は15:50 - 19:00（JST）。
- 途中、全国ニュースの『news every.』第3部のNNN枠（17:53 - 18:15）を単独番組扱いで放送するため、当番組は一旦中断となる。
- 2014年7月16日から2022年3月30日までの水曜日は、第0部（15:50 - 16:50）[注 4]を設け、ニュースや特集を放送する。また、水曜日以外でも祝日など、特別編成などの関係で第0部から当番組を放送する場合がある（この場合は通常時ネットの『news every.』第1部は臨時非ネットに変更される。）。
- 2021年1月4日から、16時台の再放送バラエティ『4時パラ』を廃止し、15:50 - 16:50は水曜日を除き『news every.』のネット受けとなった[注 5]。16:06頃からの「くわしくッ・天気」、16:40頃からの「ワンポイント天気」は関西のニュース・天気に差し替える。
- 2022年4月の改編で水曜日の「第0部」を廃止し、15:50 - 16:50は全曜日『news every.』のネット受けとなった。16:00頃からの「くわしくッ・天気」は関西のニュース・関西の天気・『朝生ワイド す・またん!』の告知[注 6][注 7]に、16:30頃からの「ワンポイント天気」は関西のニュース・関西の天気[注 8]にそれぞれ差し替える。2023年4月3日以降は当番組のテロップ類を使用し、当番組のサブキャスターが担当しているが、これらのパートはあくまで『「every.」のローカル枠』扱いであり、当番組のタイトル名などは出ず、他時間帯の差し替えと同様の扱いとなる。
- 2024年9月27日からの金曜日は、第0部（15:50 - 16:45）を設け、ニュースや特集を放送する。また、金曜日以外でも祝日など、特別編成などの関係で第0部から当番組を放送する場合がある（この場合は通常時ネットの『news every.』第1部は臨時非ネットに変更される。）。15:50 - 16:45は金曜日を除き『news every.』のネット受けを継続する。
- 緊急時等の特番放送や『news every.』第2部の臨時ネット受けについては後述。

## 重大ニュース・特別番組編成時の対応
特番などによる放送の休止・内容・時間変更の措置は以下の通り。
- 災害・事件などの重大なニュースが発生した場合は、『news every.・第2部』を臨時ネットする事がある。その場合、当番組は第1部を15:50 - 16:50に放送するか、全面休止となり、第1部が休止の場合は第2部に第1部の内容を一部移して放送する。当番組が原則16:47開始となっていた2020年までは、祝日に特別編成を行なう関係で16:50から開始する場合があったほか、2019年度は祝日は第1部を休止して第2部のみを放送する場合もあった。
  - また、関西地方で大きな出来事があった際は、日本テレビをはじめとする一部系列局（制作局の読売テレビを除く）に限り『news every.』の一部の時間で本番組を臨時に同時ネットないし遅れネットで放送される。
- オリンピックやサッカー・FIFAワールドカップなどのジャパンコンソーシアムが関与する国際的なスポーツイベントがある期間には、『news every.・第3部』のNNN枠を10分前拡大して特設速報コーナーを放送するため、当番組は第1部を10分短縮して放送するほか、日本テレビ制作の競技中継やハイライトを放送するため、全編休止または短縮放送となる場合がある。
- 国政選挙の投開票日には、NNNの選挙特別番組『ZERO×選挙』→『zero選挙』のオープニング直後からスポーツニュース開始直前までの部分の大半を当番組をベースとした特別番組『選挙ライブten.』に差し替え、近畿2府4県の各選挙区や全国の注目選挙区の開票速報を伝える[注 9][注 10]。また、『選挙ライブten.』を放送している間も、政党別獲得議席数や当確速報のテロップは『ZERO×選挙』→『zero選挙』仕様のものを読売テレビ送出で表示するが、当確速報が入った時に流れるSEは日本テレビのものとは違って流れない。
- DRAMATIC BASEBALLの野球中継において、読売ジャイアンツ（巨人）が開幕カードの本拠地開催権を有するシーズンの毎年3月最終金曜日や巨人が本拠地で日本シリーズを実施するシーズンは、日本テレビ系列で17:50からプロ野球中継を放送するため、（読売テレビでの阪神戦差し替えの有無を問わず）当日は17:15 - 17:50[注 11]の短縮放送となる。
- 2019年までは、毎年7月の海の日に「海の日特別番組」（中京テレビ制作）を14:55 - 16:20に放送していたため、16:20から27分拡大して放送していた（2020年は休止、2021年以降は6月上旬の土曜日午後[注 12][13]に放送しているため、当番組の放送には影響なし）。
- 年末年始は原則、日本テレビでの夕方枠報道番組の休止に合わせて放送休止している。毎年、原則12月25日から1月4日まで（2021年は12月28日から1月4日まで）は年末年始特番編成のため、当番組が全編休止となることから、上記期間の関西地区のローカルニュース・天気予報は、『news every.（年末年始版）』・『NNNニュース』・『NNNニュース&スポーツ』内のローカル枠で放送する。
- これらとは別に気象（台風・大雨）や地震報道などで当番組の別冊特番を10時台・11時台に組むことがある。その際は日テレNEWS24でサイマル放送することがある。その場合、メインキャスターを中心にそれらの報道をメインにしながら、気象・地震関係では蓬莱が解説するほか、さらに「〇〇目線」と同様にコメンテーター解説を入れることもある。
- 放送週によっては、上記の放送枠を1時間拡大したうえで、1週間共通の特別企画を織り込みながら第0部（15:50 - 16:50）から放送することがある。
  - 2013年3月25日（月曜日）- 4月5日（金曜日）： リニューアル期間として放送枠を拡大。
  - 2013年8月26日（月曜日）- 8月30日（金曜日）： 第0部において、読売テレビ開局55周年記念企画「大事件!芸能!珍事件 開局55年映像大放出『激動の関西』大発掘スペシャル」を内包。第0部と第1部の合間には、大阪ステーションシティ内の「ハピFes!! GO!GO!happiness Festival!!」（8月28日 - 9月1日に開催の開局55周年記念イベント）会場からの中継をはさんだ。
  - 2013年9月30日（月曜日）- 10月4日（金曜日）
  - 2016年3月21日（月曜日）- 4月1日（金曜日）
- 2011年11月27日（日曜日）22:30 - 23:30 には、自社制作ローカル番組『大阪ほんわかテレビ』の代替で『ten!SP 大阪ダブル選挙 開票速報 秋の陣』と題し、当日投開票が行われた大阪府知事選挙・大阪市長選挙の開票速報を伝える特別番組を放送した。これについては地上波では通常回同様、関西ローカルであったが、CS放送では日テレNEWS24にも、『デイリープラネット』を一時中断する形で全国に同時ネットされた。
- 2015年5月17日（日曜日）23:25 - 23:55 には、本来の通常番組『ダウンタウンのガキの使いやあらへんで!!』（日本テレビ制作）を他日振替とし、『ten.特番 速報!大阪の決断〜"都構想"住民投票の行方〜』と題し、当日投開票が行われる大阪都構想にかかる住民投票の開票速報を伝える特別番組を放送。これについては地上波では通常回同様、関西ローカルであるが、CS放送では日テレNEWS24にも、『デイリープラネット』を35分早終了とし、全国に同時ネットされた。
- 2017年3月23日（木曜日）は、学校法人森友学園の国有地払い下げ問題に関連する同学園理事長・籠池泰典の参議院予算委員会での証人喚問を中継するため10:25 - 11:25に『ten.特別中継 森友問題・籠池氏証人喚問』を放送。中谷・山川が出演した。
- 2018年6月18日（月曜日）は、同日に発生した大阪府北部を震源とする震度6弱の地震に関する特別報道のため、10:25 - 11:30に自社制作の報道特番を放送。中谷・黒木が出演した。また、同日は当初の予定通り第0部から当番組を放送し、この第0部は『news every.・第1部』（日本テレビ制作）に内包する形で日本テレビをはじめ、通常『news every.・第1部』（日本テレビ制作）をネットしているNNN系列の一部の局にも冒頭数十分間が臨時ネットされた。
- 2018年9月4日（火曜日）は、同日に発生した平成30年台風第21号に関する特別報道のため、10:25 - 11:25に『かんさい情報ネットten.特報 台風21号情報』を放送。中谷・黒木・高岡・蓬莱が出演した。また、同日は臨時に第0部から放送した。
- 2019年4月7日（日曜日）は、23:25 - 23:55に『ten.速報! 大阪ダブル選挙』として、当日統一地方選挙前半戦の一環として投開票が行われた大阪府知事選挙・大阪市長選挙（いわゆる「大阪ダブル選挙」）の結果を報じる特別番組を関西ローカルで放送[注 13]し、中谷・黒木・高岡が出演した。また、翌8日の放送はこの大阪ダブル選挙で当選した大阪府知事の吉村洋文大阪府知事と大阪市長の松井一郎が生出演することになったため、臨時に第0部から放送した。
- 2020年4月7日（火曜日）は、当時内閣総理大臣の安倍晋三による新型コロナウイルス（COVID-19）の感染拡大に伴う緊急事態宣言が発令されることに関する特別報道のため、臨時に第0部から放送した。また、この日は19:00から安倍首相の記者会見が行われたこともあり、当番組終了後の19:00 - 20:54に『NNN緊急報道特別番組 news every.特別版』（日本テレビ制作）を同時ネットで放送した。
- 2020年9月28日・29日・10月1日・2日は『news every.・第1部』（日本テレビ制作）を臨時ネットするため16:50から開始。『news every.・第1部』内のローカル枠は関西の天気に差し替え、林マオが読売テレビshiroテラスから放送。なお、前述の通り、『news every.・第1部』（日本テレビ制作）については2021年1月4日より正式にネットを開始したが、ローカル枠については、当番組サブキャスターの黒木または岩原が当番組とは別のスタジオから関西のニュースと天気を放送する形に変更した。
- 2020年11月1日は23:25 - 23:55に『ten.特別編 速報!大阪都構想可決!大阪の未来の行方』を関西ローカルで放送し、中谷・高岡・岩原が出演した[注 14]。また、YouTubeチャンネル・読売テレビニュースでは、19:55から独自のネット配信を行い、当番組の黒木・山川・小島が出演した。翌日2日の放送は大阪都構想関連報道のため、臨時に第0部から放送。
- 2020年12月27日は15:00 - 16:30に『新型コロナ347日〜それぞれの決断』を放送。当番組から中谷・高岡・野村、『ミヤネ屋』から澤口、『す・またん』から虎谷が出演。澤口はライブ会場中継とバドミントンの金メダリスト高橋礼華のインタビューに参加。エンディングでスタジオで参加した。
- 2021年7月27日と8月5日は、『東京オリンピック2020』の競技中継・ハイライト（日本テレビ制作）を放送のため、全編休止。8月4日は15:50 - 17:50[注 15]に短縮して放送した。また、7月26日 - 8月6日は先述した日を除き『news every.』の全国ネット枠が東京オリンピックのハイライトを放送するため17:43からに拡大されたため、第1部を17:43終了に繰り上げた。
- 2021年11月1日は、前日に行われた第49回衆議院議員総選挙に関する特別報道のため、臨時に第0部から放送した[注 16]。
- 2021年12月17日は、同日午前に発生した北新地ビル放火殺人事件に関する特別報道のため、臨時に第0部から放送した[注 16]。この第0部は『news every.・第1部』に内包する形で日本テレビをはじめ、通常『news every.・第1部』をネットしている日本テレビ系列の一部の局にも一部分が臨時ネットされたほか、YouTubeチャンネル・読売テレビニュースでも第0部のみ同時配信を行った。
- 2022年2月7日は、15:50 - 16:40に『サッカークラブ世界一へ!さんまの開幕SP』[注 17]を、16:50 - 23:24に北京オリンピックの競技中継・ハイライト（いずれも日本テレビ制作）を放送するため、全編休止。なお、当番組の代替となるニュースは16:40 - 16:50に放送した。
- 2022年2月23日は、水曜日だったが、15:50 - 15:55に『シノビーといっしょ』[注 18]を、15:55 - 16:50に『坂上忍の勝たせてあげたいTV　全日本選抜競輪』（日本テレビ制作）を放送するため、第0部を休止し、第1部から放送した。
- 2022年3月31日は、ドバイ国際博覧会の会場から生中継するため、『news every.・第1部』（日本テレビ制作）を臨時非ネットとした上で第0部から放送した。
- 2022年7月8日は、安倍晋三銃撃事件に関する報道のため、『news every.・第1部』（日本テレビ制作）を臨時非ネットとした上で第1部を15:50 - 16:50に繰り上げ放送。16:50で一旦中断して16:50からは『news every.・第2部』（日本テレビ制作）をNNN報道特番扱いで臨時ネット。それを放送中だった17:50頃に安倍元首相の死亡が伝えられたため、第2部の内容を全面変更し、当日出演予定のライセンス藤原の代わりに高岡が入った。番組終了後の19:00以降もこの事件に関する報道のため『大阪ほんわかテレビ』『クイズ!あなたは小学5年生より賢いの?スペシャル』『金曜ロードショー・竜とそばかすの姫』（いずれも日本テレビ制作）を休止して『NNN news every.特別版』（19:00 - 20:54）と『news zero特別版』（21:00 - 23:24、いずれも日本テレビ制作）を同時ネットで放送した。また10日の参議院選挙のYouTubeもとりやめた。また11日も振り返りのあとも通夜放送。サブの岩原が中継を担当した。
- 2022年10月10日は関西ローカル限定で、2022年のセントラル・リーグクライマックスシリーズ・1stステージ「横浜DeNAベイスターズ対阪神タイガース」が第3戦に縺れこんだため、当初予定されていた定時番組（当番組の第1・2部と『情報ライブミヤネ屋』）をメインチャンネル（101）で、プロ野球中継はサブチャンネル（102）でマルチチャンネル編成で放送した（雨天中止・または第2戦=10月9日までに決着した場合はマルチ編成はせず、当番組を含む定時編成のみの放送予定だった）[14]。
- 2023年8月15日（火曜日）は、同日午前5時前に和歌山県潮岬付近に上陸し、近畿を縦断する令和5年台風第7号に関する特別報道のため、通常時ネットの『DayDay.・第2部』（日本テレビ制作）を臨時非ネットとし、10:25 - 11:30に『かんさい情報ネットten. 台風7号緊急特番』を放送[注 19]。中谷・黒木・高岡・蓬莱が出演した。また、同日は『news every.・第1部』（日本テレビ制作）を臨時非ネットとした上で第0部から放送した。日テレNEWS24でも『読売テレビ制作・台風7号緊急特番』としてネットされたほか、この第0部は『news every.・第1部』（日本テレビ制作）に内包する形で日本テレビをはじめ、通常『news every.・第1部』（日本テレビ制作）をネットしているNNN系列の一部の局にも一部分が臨時ネットされた。
- 2023年8月26日（土曜日）は、『24時間テレビ「愛は地球を救う」』を直前特番[注 20]を兼ねた『土曜もten! かんさい情報ネットten. 夏休みSP!』を黒木と高岡のMC、足立夏保・奥野史子にくわえぺこぱをゲストコメンテーターに迎え13:30 - 15:25に放送された。なお、2023年度の関西地区企画「つながろう関西の輪 リンク・ザ・リング」は黒木と中谷が担当した。
- 2023年10月20日はクライマックスシリーズ第3戦阪神タイガース対広島東洋カープを放送したため、第2部を休止。この日は5時間5分の大ロングランとなった。
- 2025年1月17日は阪神・淡路大震災発災から30年となることから、5:10 - 6:54に『ten．特別番組「阪神・淡路大震災 30年分のメッセージ」』を放送した（『す・またん!』は休止。なお、5:58 - 6:06は『ZIP!・第1部』内の全国ネットパートの「NNNニュースZIP!」放送のため一旦中断）。また、『ZIP!・第2部』の7:41 - 7:55（通常は『す・またん!』としての関西ローカルパートでの差し替え枠）にも同番組を放送した。同番組には中谷・黒木・若一に加え、本田望結がゲストとして出演した[15]。また、同日の第0・1部も同様のタイトルで当番組を放送した。

## 現在の出演者（2025年3月31日 - ）
キャスターは特記以外はいずれも、出演時点で読売テレビのアナウンサー。☆は『なるトモ!』レギュラー出演経験者。
| 担当             | 月曜日                 | 火曜日                 | 水曜日                             | 木曜日                                                           | 金曜日                  |
| ---------------- | ---------------------- | ---------------------- | ---------------------------------- | ---------------------------------------------------------------- | ----------------------- |
| メインキャスター | 黒木千晶               | 黒木千晶               | 中谷しのぶ                         | 中谷しのぶ                                                       | 中谷しのぶ              |
| サブキャスター   | 渡邊幹也               | 渡邊幹也               | 足立夏保                           | 足立夏保                                                         | 渡邊幹也                |
| 気象キャスター   | 蓬莱大介（気象予報士） | 蓬莱大介（気象予報士） | 蓬莱大介（気象予報士）             | 蓬莱大介（気象予報士）                                           | 蓬莱大介（気象予報士）  |
| コメンテーター   | 小田井涼平             | 奥野史子 清原博        | 増田英彦 （ますだおかだ） 若一光司 | あいはら雅一☆ （メッセンジャー） 朴一 （大阪市立大学大学院教授） | 藤原一裕 （ライセンス） |
| ニュース解説     | 高岡達之               | 高岡達之               | 指宿文                             | 横須賀ゆきの☆                                                    | 横須賀ゆきの☆           |

### 準レギュラー
- 西村和彦

「お宝発見! 街かど★トレジャー」特別編では増田とリポーターを担当。
- 西田ひかる
- 野村修也

2018年7月までは、金曜は同時間帯の日本テレビ『news every.』でコメンテーターとして参加していた。2021年3月からは辛坊治郎の後任として『ウェークアップ!』のキャスターを担当。
- 本村健太郎
- 岸博幸
- 赤星憲広
- 赤堀順一郎
- 嵩原安三郎
- 堀潤
- 伊藤聡子

2018年10月1日から2023年9月25日までは、同時間帯の名古屋テレビ（メ～テレ）『UP!』→『アップ!』でコメンテーターとして参加していた。
- 手嶋龍一
- 足立基浩
- 倉田哲郎（元大阪府箕面市長）
- 小西美穂

2022年2月16日までは、月曜～水曜は同時間帯の日本テレビ『news every.』でコメンテーターとして参加していた。
2022年10月6日からは、同時間帯の中京テレビ『キャッチ!』でコメンテーターとして参加している。
- 小原ブラス
- 夏目麻央
- 堀口ミイナ
- 住田裕子
- 未知やすえ
- 松陰寺太勇（ぺこぱ）
- 月亭八光
- 杉村太蔵
- 西川貴教（T.M.Revolution）

### 不定期
- 辛坊治郎（元読売テレビアナウンサーおよび報道局解説委員、2017年5月 - 2021年2月）[4]
  - 前身番組『ニューススクランブル』のメインキャスターで、「増田のニュースドライブ」（後述）の放送日を中心に、コメンテーターとして随時出演。同企画開始前の2017年3月2日放送分にも、ゲスト扱いで登場していた。
  - 2019年3月までは、『す・またん』・『ZIP!』（関西ローカルパート）でMCとニュース解説を担当していたため、両番組の本番終了後に出演。中谷は2016年12月まで、当番組への出演と並行しながら、『す・またん』『ZIP!』（関西ローカルパート）のサブキャスターとして週に1 - 2日辛坊と共演していた。
  - 2019年9月よりBS日テレ『深層NEWS』のアンカーに就任（2020年3月末まで）、2020年7月以降はニッポン放送『辛坊治郎ズーム そこまで言うか!』のメインパーソナリティを務めているため、月 - 木曜は東京に滞在する一方、金曜日は同局の『そこまで言って委員会NP』の収録、土曜日は同局の『ウェークアップ!ぷらす』や朝日放送ラジオ『週刊ニュース解説 辛坊治郎のズバリ&どうよ!』、日曜日はKiss FM KOBE『辛坊治郎 Sunday Kiss』の生放送や収録で関西圏に滞在していることから、2019年9月以降は主に金曜日に出演している。2021年3月末からヨットによる太平洋横断に再挑戦する意向を固めたため、降板。

### リポーター
- 浅越ゴエ☆（ザ・プラン9、木曜「アナタの味方! お役に立ちます!」リポーター）
  - 2009年9月29日までは火曜レギュラーで「仰天! マネーNEWS」、2010年10月8日までは金曜レギュラーで「お悩み解決! どないしよっ!」を担当。
- ネイビーズアフロ（みながわ・はじり）
  - 金曜日の「毎日が記念日ーズ ナニ!?バーサリー探偵団」を担当。2020年7月24日から登場。
- ドーナツ・ピーナツ
  - 火曜日の「感ドー!ハッピー!おつかれ飯（はん）」を担当。2024年10月1日から登場。

### その他
- 山本隆弥（読売テレビアナウンサー）
  - 不定期で小林不在時にten!の声を担当することがあった。木曜「旬感中継」では、リポーターを担当することもある。最近[いつ?]は月曜日のどうなっているtenにも出演する場合もある。2021年6月2日は中谷が夏休み、2022年8月8日は岩原がコロナ感染のためサブキャスター担当。
- 諸國沙代子（2021年7月30日 - 2022年3月）金曜
  - カラクリ（金曜日）のリポーターとして不定期で登場。8月2日、6日、9日、11月15日は岩原の代理でサブキャスターを担当。

## 過去の出演者
| 期間      | 期間       | 月曜日     | 火曜日     | 水曜日     | 木曜日     | 金曜日     |
| --------- | ---------- | ---------- | ---------- | ---------- | ---------- | ---------- |
| 2009.3.30 | 2011.9.16  | 三浦隆志   | 三浦隆志   | 三浦隆志   | 三浦隆志   | 三浦隆志   |
| 2011.9.19 | 2017.1.27  | 清水健     | 清水健     | 清水健     | 清水健     | 清水健     |
| 2017.1.30 | 2021.3.5   | 中谷しのぶ | 中谷しのぶ | 中谷しのぶ | 中谷しのぶ | 中谷しのぶ |
| 2021.3.8  | 2022.12.29 | 黒木千晶   | 中谷しのぶ | 中谷しのぶ | 中谷しのぶ | 中谷しのぶ |
| 2023.1.4  | 2025.3.28  | 黒木千晶   | 中谷しのぶ | 中谷しのぶ | 黒木千晶   | 中谷しのぶ |
| 2025.3.31 | 現在       | 黒木千晶   | 黒木千晶   | 中谷しのぶ | 中谷しのぶ | 中谷しのぶ |

| 期間      | 期間       | 月曜日     | 火曜日     | 水曜日     | 木曜日     | 金曜日     |
| --------- | ---------- | ---------- | ---------- | ---------- | ---------- | ---------- |
| 2009.3.30 | 2009.10.2  | 虎谷温子   | 虎谷温子   | 虎谷温子   | 林マオ     | 林マオ     |
| 2009.10.5 | 2011.3.25  | 林マオ     | 林マオ     | 林マオ     | 虎谷温子   | 虎谷温子   |
| 2011.3.28 | 2012.9.28  | 虎谷温子   | 虎谷温子   | 林マオ     | 林マオ     | 林マオ     |
| 2012.10.1 | 2013.6.28  | 林マオ     | 林マオ     | 林マオ     | 林マオ     | 林マオ     |
| 2013.7.1  | 2014.9.26  | 中谷しのぶ | （不在）   | 中谷しのぶ | 中谷しのぶ | 中谷しのぶ |
| 2014.9.29 | 2017.1.27  | 中谷しのぶ | 中谷しのぶ | 中谷しのぶ | 中谷しのぶ | 中谷しのぶ |
| 2017.1.30 | 2017.2.24  | （不在）   | （不在）   | （不在）   | （不在）   | （不在）   |
| 2017.2.27 | 2019.3.29  | 黒木千晶   | 黒木千晶   | 黒木千晶   | 黒木千晶   | 黒木千晶   |
| 2019.4.1  | 2020.7.31  | 黒木千晶   | 黒木千晶   | 黒木千晶   | 澤口実歩   | 澤口実歩   |
| 2020.8.3  | 2021.3.5   | 黒木千晶   | 黒木千晶   | 黒木千晶   | 岩原大起   | 岩原大起   |
| 2021.3.8  | 2022.12.29 | 岩原大起   | 黒木千晶   | 黒木千晶   | 岩原大起   | 岩原大起   |
| 2023.1.4  | 2024.3.29  | 岩原大起   | 足立夏保   | 足立夏保   | 岩原大起   | 岩原大起   |
| 2024.4.1  | 2025.3.28  | 西尾桃     | 足立夏保   | 足立夏保   | 渡邊幹也   | 渡邊幹也   |
| 2025.3.31 | 現在       | 渡邊幹也   | 渡邊幹也   | 足立夏保   | 足立夏保   | 渡邊幹也   |

| 期間      | 期間      | 情報キャスター | 気象キャスター |
| --------- | --------- | -------------- | -------------- |
| 2009.3.30 | 2011.3.25 | 清水健         | 小谷純久       |
| 2011.3.28 | 2011.9.16 | 清水健         | 蓬莱大介       |
| 2011.9.19 | 現在      | （不在）       | 蓬莱大介       |

- 気象キャスター以外は全員出演時点で読売テレビアナウンサー。

### 代理キャスター
- 萩原章嘉（読売テレビアナウンサー、2009年10月26日 - 30日、三浦の代理でニュース担当）
- 大野晃佳（読売テレビアナウンサー、2022年8月11日、12日、岩原がコロナ感染のため）
- 平松翔馬（読売テレビアナウンサー、2022年8月15日、岩原がコロナ感染のため）
- 足立夏保（読売テレビアナウンサー、2022年8月19日、岩原がコロナ感染のため、10月3日から5日は黒木が夏休みのため、11月16日は中谷がG20サミット現地取材のため、11月28日から12月1日は岩原、中谷が夏休みのため。）

### 解説委員
- 岩田公雄（当時読売テレビ特別解説委員、2009年3月30日 - 2011年9月16日）
- 春川正明（当時読売テレビ解説委員長、〔 - 2011年9月16日〕→月曜〔2011年9月19日 - 2013年3月18日〕）
- 小島康裕（読売テレビ報道局デスク、 - 2021年6月末まで）
- 山川友基（読売テレビ報道局解説委員、隔週〔2011年9月19日 - 2022年5月25日〕）

### リポーター・コーナー出演キャスター
- プラスマイナス（金曜「お悩み解決! どないしよっ!」リポーター）
- 木本武宏（TKO）（金曜「お悩み解決! どないしよっ!」リポーター）
- 那須洋子（元静岡第一テレビアナウンサー、火曜「イチオシ番付 イチバン」リポーター、2013年7月 - 2015年3月）
- ダイアン（金曜「プロに勝てるか!? シェフvs主婦料理バトル」リポーター〔VTR出演〕2016年3月をもって卒業）
- 小林杏奈（当時読売テレビアナウンサー、2009年3月30日 - 2011年9月）

ten!の声・旬感中継を担当。『秘密のケンミンSHOW』のデータ担当アナウンサーを兼務していた同年7月までは、同番組が東京で収録される隔週火曜日に出演しないことが多かった。
- 五十嵐竜馬（当時読売テレビアナウンサー、小林不在時にten!の声を担当）

2023年1月より水曜「若一調査隊」のアシスタントに就任。
- 本野大輔（当時読売テレビアナウンサー）

不定期で小林不在時にten!の声を担当。番組開始当初に金曜「お悩み解決! どないしよっ!」リポーター、2010年9月13日から17日には夏休みの清水の代理で情報キャスターを担当
- 市川いずみ（水曜「Go!Go!若一調査隊」アシスタント兼リポーター）[17]
- 藤崎マーケット（金曜「迷ってナンボ!」、「とことん満足! おでかけコンシェルジュ」リポーター、2019年5月10日放送分を最後に「迷ってナンボ!」が後述の不祥事で終了となり、その後「おでかけコンシェルジュ」で復帰したものの、降板）
- ヤナギブソン（ザ・プラン9、火曜「とことん満足! おでかけコンシェルジュ」コンシェルジュ、2010年10月12日 - 2024年9月24日）

### レギュラー
- 黒田有（メッセンジャー）（月曜レギュラー、 - 2009年12月21日、「黒ちゃん先生のニュースそうやっten!」担当）

※2009年12月26日未明に傷害容疑で大阪府警南警察署に逮捕。翌年1月に起訴猶予処分で釈放されたが、所属事務所が謹慎処分を下したために、（他局・他番組を含めて）生放送番組には3年間出演を見合わせていた。2013年1月から生放送番組への出演を再開しているが、当番組には復帰していない。
※なお、当番組では逮捕当日に生放送の「年末スペシャル」を編成。黒田も出演する予定だったが、放送には相方のあいはらのみ登場。黒田逮捕のニュースを伝えた後に、あいはらが視聴者に向けて経過説明と謝罪を行った。
- 井筒和幸（木曜レギュラー、2009年3月30日 - 2011年3月24日）
- 金子哲雄（準レギュラー、2010年3月 - 2012年7月2日、2012年10月2日逝去）
- 中間淳太（関西ジャニーズJr.）（木曜レギュラー、2010年 - 2013年3月21日）
- 羽野晶紀（金曜レギュラー、2009年4月3日 - 2013年3月22日）
- 千原せいじ（千原兄弟）（金曜レギュラー、2009年4月3日 - 2013年3月22日）
- 妹尾和夫（金曜レギュラー、2009年4月10日 - 2013年3月22日）
- 竹田圭吾（火曜レギュラー、- 2015年12月、2016年1月10日逝去）
- 武田訓佳（火曜「イチオシ番付 イチバン」2015年4月 - 2018年5月29日）
- 生稲晃子（準レギュラー）
- 円広志（火曜レギュラー、- 2022年12月27日）
- 石田靖（火曜レギュラー、- 2024年9月24日）

※2009年3月30日 - 2022年12月26日までは月曜日に出演。2023年1月から火曜へ移動。
- 月亭方正（準レギュラー、2012年までは山崎邦正名義で出演）
- 三倉茉奈（準レギュラー）
- 角田龍平（準レギュラー）
- 木場弘子（準レギュラー）
- 友利新（月曜準レギュラー）

※以前には、同じ曜日に系列キー局の日本テレビ『スッキリ!!』でもコメンテーターを原則隔週担当していたため、出演日程を調整してコメンテーターとして参加していた。
- 吉田たかよし（準レギュラー）
- おおたわ史絵（準レギュラー）
- 菊間千乃（準レギュラー）
- 厚切りジェイソン（準レギュラー）
- 田中里沙（準レギュラー）
- 森詩絵里（準レギュラー）
- 村上佳菜子（準レギュラー）

※2019年1月7日から2022年3月30日までは、同時間帯の東海テレビ『ニュースOne』でコメンテーターとして参加していた。
※2023年4月26日からは、同時間帯の名古屋テレビ（メ～テレ）『アップ!』→『ドデスカ!+』でコメンテーターとして参加している。
- 山口有紗（準レギュラー）
- 山口もえ（準レギュラー）
- 春香クリスティーン（準レギュラー）

※夫のアメリカ合衆国への赴任に伴い、2025年6月30日をもって降板。

### 不定期
- 橋下徹

大阪府知事→大阪市長時代、主に日本の政治改革でゲストとして呼ばれていた。
2015年に政界を退いた後は、裏番組（毎日放送『ミント!』や関西テレビ『報道ランナー』）に不定期でゲスト出演。

### ナレーション
いずれも長めのニュースを伝える場合に担当（短めのニュースは読売テレビアナウンサーが担当）。
- 有田洋之（声優、タカラ所属）
- 藤田勇児（声優、ワイワイワイ所属）
- 安富史郎（声優、ワイワイワイ所属）
- 坂泰知（読売テレビ報道局、元解説委員、当番組チーフプロデューサー）

特集時のナレーション。前身番組『ニューススクランブル』キャスター。
- 牧野誠三（当時読売テレビアナウンサー）

特集や「カラクリ」等、番組内の各コーナーでナレーターを担当。
- 植村なおみ☆（当時読売テレビアナウンサー、- 2010年7月）

「プロに勝てるか!? シェフvs主婦料理バトル」ナレーション担当。坂同様、前身番組『ニューススクランブル』キャスター。
- 森若佐紀子（読売テレビアナウンサー、2012年10月 - 2015年6月）

「とことん満足! おでかけコンシェルジュ」「お宝発見!街かど★トレジャー」「プロに勝てるか!? シェフvs主婦料理バトル」ナレーション担当。
- 吉田奈央（読売テレビアナウンサー、2015年7月 - 2016年12月）

「とことん満足! おでかけコンシェルジュ」「お宝発見!街かど★トレジャー」「プロに勝てるか!? シェフvs主婦料理バトル」ナレーション担当。
- 虎谷温子（読売テレビアナウンサー、2017年1月 - 2022年3月）

「とことん満足! おでかけコンシェルジュ」ナレーション担当。
- 澤口実歩（読売テレビアナウンサー、2022年4月 - 現在）

「とことん満足! おでかけコンシェルジュ」→「感ドー!ハッピー!おつかれ飯」ナレーション担当。

## コーナー・企画

### 現在のコーナー
- オープニング
2011年3月28日より全面的にリニューアル。メインキャスター（清水・中谷→中谷→中谷または黒木）・サブキャスター（林→〈2013年7月1日 - 2017年2月24日は不在〉→黒木→黒木または澤口→黒木または岩原→岩原または足立→足立または西尾または渡邊）・解説担当者（高岡または指宿または横須賀）の挨拶から始まる。
- ニュース
関西のニュースを伝えるが、第1部では関西を中心に国内外のニュースをジャンルに拘らずに伝える。レギュラー出演者にコメントを求める場合もある。2009年12月までは情報パート同様、スタジオモニター横に立った状態でニュースを伝えていたが、2010年1月からは新たにキャスター席が設けられた。しかし2011年9月19日からは、清水がスタジオモニター横に立った状態、女性キャスターは座った状態でニュースを伝えている。
開始当初の6か月間、関西のニュースは第1部に「ニュースten.」を冠して放送、第2部は速報性・重要性が無いとニュースを放送しなかった。開始6か月後の2009年10月より第2部冒頭が関西のニュースを伝える時間に固定。担当は三浦→清水（全曜日）と虎谷または林→林（全曜日）→中谷（火曜日を除く→全曜日）→中谷と黒木→中谷と黒木→中谷と足立（月 - 水曜日→火・水曜日）・中谷と澤口（木・金曜日）→中谷と岩原（木・金曜日→金曜日）・黒木と岩原（月曜日→月・木曜日）。
サブキャスターは、番組の開始当初から、当番組のスタジオセットに入ってストレートニュースを伝えていた。読売テレビ本社屋移転後のスタジオでも継続していたが、日本国内で新型コロナウイルスへの感染が拡大していることを踏まえた措置で、2020年4月13日（月曜日）以降の放送分では、他の出演者とは別に報道フロア内のニューススタジオ（本来は各種NNNニュース枠内の関西スポットニュースで使用するスタジオ）から単独で出演している。ニュース以外のコーナーにも、ニューススタジオからの生中継方式で参加している。
- タカオカ目線 / ヤマカワ目線 / コジマ目線 / ヨコスカ目線 / イブスキ目線
解説担当者が気になるニュースを解説する。コーナータイトルは、高岡の担当時は「タカオカ目線」、山川の担当時は「ヤマカワ目線」、小島の担当時は「コジマ目線」、横須賀の担当時は「ヨコスカ目線」、指宿の担当時は「イブスキ目線」となる。
2013年3月22日までのコーナータイトルは、春川の担当時は「速球解説」、高岡の担当時は「熱血解説」、山川の担当時は「実直解説」だった。
- 特集 / ゲキ追（第2部→第1部）
ニュースの最前線に迫り、その背景や人物に密着取材する。基本的にVTRが放送されるが、ニュースに関する識者をスタジオに招いて、話を聞くこともある。当初は「ニュースten!特集」として第2部冒頭での放送だったが、2009年10月からは第1部に変わり、ten!の声のテーマも特集の放送内容に因んだものになることが多かった。2011年11月3日には、「尖閣諸島中国漁船衝突事件」についてが、「ゲキ追×山川デスクの実直解説」として放送された。2013年4月からは兄弟企画として、木曜に「木曜ゲキ追 モクゲキ」を放送していた。2018年6月からは「ゲキ追X」として火曜に曜日別企画（1）で放送。
- 曜日別企画（1）（第1部）
  - 水曜→月曜ドキュメント ノゾキミ（水曜→月曜）
2017年8月までは水曜に放送。日本を支える人々を通して垣間見える、世の中の意外な現実や結末に迫る。基本は1週1エピソードであるが、収録と編集の関係や放送時間の関係等で1週で完結出来ないエピソードの場合は前後篇として2週連続で放送されるエピソードもある。中京テレビの夕方ワイド番組『キャッチ!』でも時差ネットされている。
  - Go!Go!若一調査隊→Let's Go!若一調査隊（水曜、2014年10月1日 - ）
「日常のふとした疑問から、巷を賑わすあのニュースまで、世の中の調査不足を補うべく若一と中谷が立ち上がった」という設定で、公式サイトなどに寄せられた視聴者からの依頼や知る人ぞ知る情報を基に、若一を初めとする「若一調査隊」が調査を進めるVTRロケコーナー。かつては中谷をはじめ、山崎好美や市川いずみなどが、若一のアシスタントとしてロケに同行していた。2017年3月8日放送分からは黒木をアシスタントに起用し、同時にコーナータイトルも変更している[注 23]。
  - 旬感中継（木曜）
関西の各地から、季節の旬を感じる風景や味を小林→蓬莱が生中継で紹介する。山本が担当する時もあった。2011年11月3日の生中継では、小林と山本が共同でリポート。
2020年には、新型コロナウイルスへの感染拡大の影響で報道系以外の生中継企画を見合わせたことに伴って、4月下旬から「スケッチLIVEほうらいさん」というスタジオ企画を暫定的に編成。「今行けないけど、見に行きたい季節の旬な場所」を、蓬莱がスケッチブックに描いた絵で紹介している[18]。名前はスケッチブックほうらいさん。2020年8月27日は蓬莱が夏季休暇を取得したため、中谷が代役を務め、名前はスケッチブックしのぶちゃん。
  - カラフル（金曜、2022年4月1日 - ）
「森羅万象 カラクリ」として継承したコーナー。
- 蓬莱さんの天気予報
蓬莱による近畿地方の天気予報。第2部では、蓬莱が明日の天気のポイントとなるイラストをスケッチブックに描いた「スケッチ予報」を紹介する。後、概況ならびに近畿地方の今夜と明日の天気予報を伝える。2009年5月からは第2部でも天気予報を伝えている。2009年9月までは三浦が林または虎谷とともに進行を務めていたが、2009年10月からは「tenタメ!」→「tenコレ!」「ten!どん」に続く形で、清水が林または虎谷とともに小谷と進行を務める。小谷純久担当時の第1部ではコーナー冒頭で視聴者からのリクエスト天気を解説していた。2013年3月までのタイトルは「小谷さんのten!ten!天気」→「蓬莱さんのten!ten!天気」だった。
  - ほうらいいカンジ。（2011年4月15日 - ）
蓬莱が関西各地の季節に関係する話題を届けるコーナー。中でも大阪府豊能郡能勢町で都会の人を対象に、豊かな自然の中で1年間農業体験ができる「天王プロジェクト - ウェイバックマシン（2009年2月26日アーカイブ分）」に参加し、半年間にわたって米づくり体験をした模様が随時放送された。2011年9月26日放送で収穫した米を蓬莱とコメンテーターが実際に食した。
- ten!どん!（曜日別企画〈2〉、第2部）
曜日別のコーナー。虎谷（火曜のみ、2012年9月まで）、林（金曜のみ→火曜・金曜）はスタジオモニター横に移る。三浦も2009年9月まではコメンテーター席に移っていたが、2009年10月からはニュース終了後に退席している。スタジオに円形のテーブルが導入された2013年3月のリニューアル以降は、林→中谷がコメンテーターと並ぶ格好で、向かって左端の席に座っている。
  - 教えて! 気になるアレ、どうなっten!（月曜、2010年1月11日 - ）
コーナー進行は清水→中谷が担当。世間の気になるニュースについて、週替わりでその道のプロ（準レギュラーコメンテーターも含まれる）が分かりやすく解説。石田は同コーナーで解説者と共に取材リポートを担当することがある。
  - お宝発見! 街かど★トレジャー（水曜）
増田が主にリポーターを務めるロケ企画で、増田と清水→中谷がスタジオでの進行を担当。デニムのつなぎ服（夏季は半袖・膝丈に。冬季はダウンベストも着用）とテンガロンハットを着用した増田が関西のいろんな街を訪れ、その街の人々が大切にしている宝物を紹介する。
2010年2月11日（京都・三宮・箕面編）・2010年3月18日（粉浜商店街・鶴橋編）・2010年7月22日（福岡編）・2010年8月23日（甲子園編）・2010年8月25日（尼崎編）・2010年8月27日（京都編）・2010年12月23日（淡路島編）・2016年5月1日（ロサンゼルス編）・2016年11月6日（大阪府全市町村制覇[注 24]記念「大人のおっさんの遠足」[注 25]）など、多くのスペシャルを放送。他のレギュラー出演者（清水・赤星など）がロケに参加したり、当番組を放送しない週末（主に日曜日の午後）に、当コーナーから派生した特別番組を編成したりすることもある。年末はクリスマス企画でMVPを決める。ゲストが登場する。
清水がメインキャスターだった時期には、増田・清水・赤星の3名が「ダーツの旅」形式で行き先を決めるロケ企画を、（3人の背丈の低さと年齢にちなんで）「ちっちゃいおっさんトラベル」というタイトルで随時放送。前述した「2000回スペシャルウィーク」開始の前日（2017年1月22日・日曜日）には、清水の卒業記念や「スペシャルウィーク」の告知を兼ねた特別番組として、上記3名と西村の出演による『街かど★トレジャースペシャル さようなら清水キャスターラストトラベル』を当番組第1部の時間帯（16:30 - 17:30）に放送した。
2019年6月5日放送分で、レギュラー版の放送回数が500回に到達。当日は、増田が「かねてから当コーナーのロケに連れて行きたかった」という先輩の女性芸人（正司敏江とミヤ蝶美）と一緒に有馬温泉へ赴いた模様のロケ映像を放送した。増田によれば、当初は横山たかし（蝶美と同じく松竹芸能における増田の先輩芸人）とのロケを希望していたが、たかしの体調が芳しくないことを把握していた同社の判断で、企画と同行者を変更したという。結局、たかしは放送直前の6月1日に多臓器不全で永眠した（70歳没）。
新型コロナウイルスの影響で2020年4月から8月までは総集編に変更後、同年9月より「もう一度食べたい○○SP」と題して、ロケを試験的に再開し、10月以降はテーマパークなどでロケを再開していた。しかし、大阪府などに緊急事態宣言が発出された2021年1月以降は再び総集編に変更し、2021年7月からは「飲食店応援スペシャル!」→「お仕事応援スペシャル!」と題して、コロナ禍の影響を受けた飲食店や仕事を応援する企画へと変更になった。
  - アナタの味方! お役に立ちます!（木曜、2010年10月14日 - ）
コーナー進行は清水→中谷と浅越ゴエが担当。浅越が家族の困っていることや、恩師や懐かしのあの人に会いたい、ファッションコーディネートしてほしいという視聴者の要望を解決する。採用者には5000円分の図書カードが贈られる。
清水の降板前日の放送（2017年1月26日）では、清水自身が中学校時代の陸上競技部の恩師と再会することを依頼。浅越とのロケ中に再会を果たしたほか、走り高跳びに挑戦した。
2019年12月26日放送分で、「番組ジングルのtenの声の主を知りたい」という視聴者の疑問に答えた。番組ジングルを作曲した麻吉文が、浅越や依頼主に「ten」の声の主として小寺可南子を紹介。麻と小寺は録音風景を再現し、制作当時のエピソードを語った[19][20][21]。
  - 毎日が記念日 今日はナニ!?バーサリー?→毎日が記念日ーズ ナニ!?バーサリー探偵団（金曜、2020年5月1日 - ）
コーナー進行・ロケはネイビーズアフロが担当。過去の放送日に各種メディアで大きく報じられた出来事を、当時の記録映像や『讀賣新聞』『報知新聞』の記事を基に、クイズや出演者による当時のエピソードを交えながら1年単位で紹介する企画。中谷が進行とクイズの出題、解説デスクが出来事の解説を担当する。クイズには、中谷とスタジオセットに同席しているパネラーに加えて、前述した事情でニューススタジオに待機しているサブキャスターも参加する2021年11月5日、12日ははじりがコロナ感染したため中谷がスタジオ担当した。
以前は蓬莱が「天気の声」（「本人とは別人」という設定のキャラクター）に扮してヒントを出していたほか、中谷が「答えはナ～ニ?」と言いながら正解を発表していた。当初は、新型コロナウイルスへの感染拡大に伴う暫定的な企画として編成されていた。
蓬莱は「天気の声」のキャラクターデザインも手掛けている[18]が、当コーナーが終わった途端に、スタジオセットへ再び登場。当日に紹介した記念日の関連情報を紹介してから、他曜日と同じく天気予報を伝える。
- めばえ（第1部→第2部）
『ニューススクランブル』から引き継がれたコーナーで、放送当日の9:30頃までに産まれた赤ちゃんをVTRで紹介する。当番組での放送を開始してからは、熊木杏里の楽曲「誕生日」が、VTRのBGMに使われている。
番組開始当初は「きょうの気になる10人!tenこもり!」の10人目として紹介されていた。2009年5月からは、『ニューススクランブル』時代と同様にエンディングで放送。単独のコーナーとして再び構成されるとともに、スタジオアリス（2019年4月以降はミキハウス）がコーナースポンサーに付いている。2011年9月19日放送分の「めばえ誕生1000人スペシャル」には、熊木が当番組のスタジオで「誕生日」を歌った。
当番組へ移行してからは、読売テレビを幹事局を務める企画ネット形式で、日本テレビ系列を中心に平日夕方のローカルニュース番組などで当コーナーを放送する局が年々増えている。2020年には1月10日にめばえの日が制定された。

### スペシャル企画
- ゲンテン
様々な分野で輝くトップランナーたちの原点を掘り下げ、挫折や失敗などの様々なエピソードを聞く。
- 未来のスター研究所 ホシケン
清水と赤星憲広が、2020年の東京五輪に向けて、関西のスター候補生を研究していく。清水降板後は赤星の担当でコーナー継続。
- 中谷アナのしごとの裏側 タイケン
中谷がさまざまな仕事を一日体験しながら、その裏側を探る。
- オンジン
事前収録による中谷から著名人へのインタビュー企画で、2017年6月7日（水曜日）から放送。「オンジン（恩人）」に当たる人物の思い出話や、その人物から受けた影響などを聞く。藤原竜也を迎えた初回の収録では、蜷川幸雄を「オンジン」に挙げていた。
- 増田のニュースドライブ～辛坊さんついてきて～
直近の放送で話題になったニュースの現場を増田と辛坊が黒いスーツ姿で取材するロケ企画で、2017年5月10日から水曜日に不定期で放送。増田がハンチング帽を被りながら取材することが特徴で、放送日には、辛坊が当番組の全編にわたって出演する[4]。また、増田の単独ロケ企画である「街かど★トレジャー」と同じく、特別番組を放送することもある。

### 過去のコーナー
- 気になるこの顔tenこもり!（第1部）
その日のニュースとそれに関わる人を「気になるこの顔」としてピックアップしながら紹介（ニュースによっては人物以外の場合もある）。コーナー進行は清水と虎谷or林が担当し、三浦はコメンテーター席に移る。各ニュースは『なるトモ!』内のコーナー「ウラネタ満載!今日の芸能総まくり」同様、ニュースのタイトル紹介後にVTRが流れる形となっている。「10」を模したセットの「0」の中にモニターが設置されており、紹介した人の写真はそのモニターを囲むように、基本的に左上から時計回りの順番で表示されている。
5月8日放送までは「きょうの気になる10人!tenこもり!」のコーナー名で、その日のニュースとそれに関わる10人（10組）を「気になる10人」としてピックアップしながら紹介していた（ニュースによっては人物以外の場合もある）。その日のニュースとそれに関わる人としてピックアップしながら紹介（ニュースによっては人物以外の場合もある）。ニュースが紹介される前は男性が青、女性がピンク、動物やそれ以外のものは緑のシルエットで表示されていた。ニュースに関わった人やものの写真がない場合は、開始当初はピクトグラム（男性は青、女性はピンク）と右下にその人物や事件にまつわるアイテムのアイコンが表示されていたが、4月下旬からはイラストに変わった。なお10人（10組）以上紹介される場合は、一部が表示されないこともある。このコーナーでゲストが生出演する時もある。
- 仰天! マネーNEWS（第2部・火曜、 - 2009年9月29日）
浅越ゴエと清水がキャスターとなり、ニュースにまつわるお金の話を解説。
- 黒ちゃん先生のニュースそうやっten!（第2部・月曜、 - 2009年12月21日）
コーナー進行はメッセンジャー黒田と清水が担当。分かっているようで実はあまり知らないニュース用語をメッセンジャー黒田がわかりやすく解説。冒頭に小学生記者が毎回取り上げるニュース用語の意味について、街頭で大人たちに質問していく様子をVTRで送った後、黒田がさまざまな喩えを用いながらニュース用語について解説していく。
- お悩み解決! どないしよっ!（第2部・金曜、 - 2010年10月7日）
コーナー進行は清水と浅越ゴエが担当。街頭インタビューや視聴者から寄せられた悩みや疑問にレギュラー出演者が解決策を導き出す。またその中から一つピックアップした疑問については、さらに解決策を取材し、徹底検証する。採用者には3000円分の図書カードが贈られる。
- 夢見るタマゴたち（第2部・金曜、2010年7月9日 - 2010年9月）
関西で夢に向かって頑張っている若者「タマゴさん」を妹尾和夫が訪ね、タマゴさんが考案したオリジナルの釜玉うどんを作ってもらう。調理では味の素を使用しており、番組公式サイト内のコーナーコンテンツでレシピが掲載された他、味の素の特設PRページにジャンプできるようになっていた。
- 週末はお得に! \○980（マルキュッパ）で日帰り旅（第2部・火曜、2009年10月6日 - 2010年10月5日）
コーナー進行は清水と林が担当。週末に\○980（2980円など、下3桁が980円となる金額）で楽しめる、お得な日帰り旅プランを提案。吉本興業に所属する芸人たちが週替わりで日帰り旅を満喫する。なお紹介されたプランは基本的に放送された週の週末のみ限定となる他、食事など、一部のプランは先着数名限定となるものもある。
- tenタメ!（第1部）
その日の芸能ニュースをピックアップし紹介。コーナー進行は清水と林or虎谷が担当し、三浦は一旦退席する（2009年9月まではコメンテーター席に移っていた）。
- 知り得情報 tenコレ!（第1部）
その日の芸能ニュースをピックアップし紹介。コーナー進行は清水と林or虎谷が担当し、三浦は一旦退席する。
- 曜日別企画（第1部）
  - かんさい発掘! ニッポンの一番（火曜）
関西にいる日本一・世界一の技などを持つ人を紹介する企画。
  - イチオシ番付 イチバン（火曜、2013年3月26日 - 2018年）
グルメや最新スポットなど、今気になるものを番付して紹介する企画。
  - ちょっと聞いてよ! 橋下知事（金曜）
放送当時現職の大阪府知事だった橋下に対して、視聴者から寄せられた意見や疑問を直接ぶつける企画。
  - 若一光司のMYSTERY FILES（水曜、- 2014年9月24日）
2014年10月から放送中の「GO!GO!若一調査隊」の前身に当たるVTRロケ企画。「若一が読売テレビのアナウンサー（清水→虎谷→林→中谷）と共に歴史上のミステリーに迫る」という内容が、かつて若一がコメンテーターとして出演していた『ムーブ!』（朝日放送〈現：朝日放送テレビ〉）のコーナー「ミステリアス・ジャパン」に類似していた。放送期間中の当番組公式サイトでは、ミステリーにまつわる情報を視聴者から募集。2014年2月26日放送分で通算放送回数が200回に到達するほどの長寿企画で、清水が若一のパートナーを務めていた2012年には、7月24日（水曜日）・25日（木曜日）の10:25 - 11:03に独立番組として『若一光司のMYSTERY FILES傑作選』が放送された。
  - イマコレ!最前線（木曜、2012年7月12日 - 2012年12月20日）
関西で今これが熱いという流行の最前線をチェックする。
  - ○担（まるたん）ランキング（火曜、2011年8月19日 - 2013年3月19日）
その道のプロである「○○担当者」がグルメやファッションなど、気になるものをランキング形式で林が紹介する。
  - シミケンのあいせき（火曜、2013年3月26日 - ）
清水が街に出向き、気になるニュースの気になる点を直接聞いていく。
  - 景気エエ話聞かせて!（木曜）
メッセンジャーあいはらが担当。不景気の中儲けている企業の秘密に迫る。
- プロに勝てるか!? シェフvs主婦料理バトル（第2部・木曜→金曜、2009年4月2日 - 2016年10月28日）
コーナー進行は、清水と林→中谷が担当。料理に自信のある一般主婦（2009年8月27日放送では初の主夫挑戦者が登場）と関西料理界のとある重鎮・Mr.H[注 26]が送り込んだ一流シェフ[注 27]が、毎回テーマで出される食材（食材ではなくメニューの場合もある）を含め、4人分1000円の予算で各自が準備した食材を使い、制限時間の60分間でそれぞれ調理。テーマ食材はハンデとして主婦側が事前に選択したもので、食材は対戦場所の近くにあるスーパーでそれぞれ調達する（常備されている食材や調味料は除く）。リポーターのダイアン[注 28]は主婦側とシェフ側に一人ずつ分かれて、それぞれの調理をサポートする。そしてどちらが作ったのかを伏せた状態で出された両者の料理を3人の審査員[注 29]が試食の上、どちらの料理がおいしかったかを判定する。参加した主婦には5000円分の図書カードが贈られ、主婦が勝利した場合には、対決したシェフのお店の豪華ディナーに家族全員が招待される。VTR終了後にコーナー進行の清水とあいはら→虎谷→林を除く出演者全員が勝者の料理を試食（2010年秋頃の一時期は、審査員による試食までVTRを放送後、清水・虎谷を除く出演者がシェフ・主婦のどちらが勝ったかを予想し、的中させた出演者だけがVTR終了後に勝者の料理を試食できたが、再び出演者全員が勝者の料理を試食できる形に戻った）。なお調理前に行われていたテーマ発表は、6月18日放送以降はVTRの前にスタジオでも行われるようになった。
- 金曜とれたて晩ご飯（第2部・金曜、2016年11月4日 - 2018年1月5日）
藤崎マーケットが関西の知られざる食材を求めて産地を訪れて収穫体験し、食材を使ったおすすめ晩ご飯を頂く。VTR終了後に出演者全員が食材を使った晩ご飯を試食。2016年7月8日・7月15日に「プロに勝てるか!? シェフvs主婦料理バトル」に代わって放送された後、後継コーナーとしてレギュラー昇格。
- 迷ってナンボ!（金曜、2017年11月10日 - 2019年5月10日）
コーナー進行は中谷と黒木が担当。藤崎マーケットが街で出会った人々のあらゆる迷いを徹底リサーチし、解決の手助けをする。2019年5月10日放送分を以って、後述の理由により打ち切り。
- 森羅万象 カラクリ（金曜、2019年5月17日 - 2022年3月25日）
あらゆる物事に潜む、狙いや仕掛けのカラクリを紐解いていく。2019年5月17日放送分以降、後述の理由により「ten!どん!」枠で放送。
- とことん満足! おでかけコンシェルジュ（火曜、2010年10月12日 - 2024年9月24日）
「コンシェルジュ」（案内人）に扮したヤナギブソンが、手軽な行楽のプランをゲストに提案するコーナー。新型コロナウイルス以降はロケ企画を見合わせたため、デリバリーサービスなどを紹介する「おでかけしないコンシェルジュ」に一時変更。前身コーナーの「週末はお得に! \○980で日帰り旅」（後述）と同様に、紹介されたプランは基本的に放送された週の週末のみ限定となる他、食事など、一部のプランは先着数名限定となるものもある。かつては、清水・虎谷・林がコーナーの進行役を務めていた。

## お天気カメラ設置ポイント
※読売テレビ制作の各ニュース番組でも使用。
- 大阪府
  - 大阪城（ツイン21）。
  - 大阪駅
  - 大阪港（大阪府咲洲庁舎）
  - エキスポシティ
  - 大阪国際空港（伊丹空港）
  - 関西国際空港
- 兵庫県
  - 神戸港
  - 明石海峡（舞子ビラ）
  - 宝塚東・宝塚西トンネル付近
  - 姫路城
- 京都府
  - 鴨川（四条大橋）
  - 嵐山・嵯峨野（渡月橋）
  - 舞鶴市
- 和歌山県
  - 和歌山城
  - 白浜町（白良浜海水浴場）
  - 潮岬
- 滋賀県
  - 琵琶湖（大津サービスエリア付近）
  - 彦根城
- 奈良県
  - 若草山（長尾谷高等学校奈良校屋上）

## 不祥事
2019年5月10日（金曜日）の「迷ってナンボ!」で、リポーターの藤崎マーケットが、「性別がわからない常連客がいる」という大阪市内の飲食店の店員の依頼に沿って常連客の性別を聞き出すというVTRを放送した。VTRでは、藤崎マーケットが客に対して性別を探る質問をいくつか投げ掛けた後に、本人が所持していた健康保険証で性別を確認。客の胸元に触れるシーンも含まれていた。しかし、水・金曜日のレギュラーコメンテーターである若一光司が、このVTRの放送直後から「男性か女性かどっちかという質問のやり方、これは許し難い人権感覚の欠如ですね。極めて…こんなもん、よう平気で放送できるね!どういう感覚ですか、これ?報道番組として。ちゃんと考えろよ!!」「たとえご本人がテレビに出ることを了解しても、個人のセクシャリティに対して、そういうアプローチをする事自体が人権感覚、人権意識に悖ります」という表現で激怒。生放送中にもかかわらず、VTRの内容を公然と猛烈に批判した。若一が後に明かしたところによれば、自身が取材も担当する「若一調査隊」では放送前に最低でも2回VTRチェックに携わっているものの、他のコーナーでは視聴者と同じ立場で生放送中に初めてVTRを見るという。
このコーナーでは解説デスクの小島や弁護士の菊間千乃（元・フジテレビアナウンサー）もパネラーとしてVTRを見届けていたが、若一のような異議を唱えないまま沈黙。メインキャスターの中谷は、若一の発言の矛先を和らげる発言を試みたものの、十分に伝わらないままコーナーを締めくくった。しかし、若一が発した「人権感覚の欠如」という言葉が発言の直後からTwitterのトレンドワードに入ったほか、視聴者からもVTRの内容に批判的な意見が寄せられた。藤崎マーケットも、Twitter公式アカウントからのツイートで謝意を示すとともに、「（取材依頼への）違和感には気づいていたので、取材の場で（スタッフに）口を出すか、取材VTRの編集に立ち会うかすべきだった」「ディレクターの指示であっても、（自分たちの判断で）ロケ自体を止めることはできたので、現場で止めるべきだった」という表現で後悔の念を綴った。
以上の事態に至ったことから、読売テレビ総合広報部は、「プライバシー情報に関する不適切な取材だった。視聴者並びに関係者の皆さまに深くおわびする。事態を重く受け止め、再発防止に向けて取り組む」という趣旨の謝罪文を公表した。
5月13日、読売テレビは「迷ってナンボ!」を当面休止することを発表。当番組のオープニングでは、中谷、高岡、小島に加えて、報道局長の乾佐登司が視聴者に向けて謝罪した。
5月15日、前述したVTRの放送に至った経緯を局の内外で検証した結果を、当番組のオープニングからおよそ20分間にわたって、中谷と山川が報告。事前のアポイントを一切取らないまま4月16日にロケを実施したことや、ロケの直後に取材対象者が取材VTRの放送を承諾する旨の書面に署名したことや、4月26日と5月3日に局内で実施したVTRチェックを1人のプロデューサーに委ねていたことが明らかにされた。山川は、このような経緯の中で、「（ロケに）協力していただいたたご本人への取材に傾注するあまり、人権上の社会的配慮が欠如したこと」を指摘。「差別を助長することになるかもしれないことへの配慮が大きく欠如していた」という反省の弁を述べるとともに、厚意で取材へ協力した人々に実害を及ぼすような負担をかける事態に至ったことを謝罪した。
また、若一がレギュラーで出演する水曜日の放送で報告されたことから、若一も報告を受けて自身の対応の真意を吐露。「『放送中に声を荒らげることで、視聴者に別の不快感を与えるかも』という思いが頭をよぎったため、番組の終了後にスタッフへ問題を提起することも考えた。結局、『今まさに傷ついている人がいる』『（社会では少数とされる）セクシャリティ（の持ち主）が差別やいじめを受けている現場を作家としての取材で多々見てきたので、これ（前述のVTR）を黙って放送すると、我々テレビ（局の関係者）なら許されるんだと（視聴者に）思われてしまう』との危機感から、あえて放送中に怒った。ただ、私の表現のスキルが低かったせいで、一部の方から『怒り方を不快に感じた』『怒りで体がすくんだ』と言われた。その点は反省している」と述べた。さらに、発言の当日から3日間にわたって、発言をめぐる1万件以上のツイートへ可能な限りを目を通していた事を告白。そのうえで、制作陣に対して「問題点に気付いたわけなので、これからは責任を持って（問題点を）改善して欲しい」との要望を出すとともに、水・金曜日とも当番組への出演を続ける意向を示した。
若一の弁に対して、中谷は、「『（VTRの）放送は不適切』と感じていたが、そのことをすぐに言えなかった。若一の指摘にもかかわらず、番組を（そのまま）進めてしまったことで、多くの皆様に不信感を抱かせることを反省している」との表現で改めて謝罪。そのうえで、「（視聴者の皆様から）信頼を再びいただける番組にするため、（放送や収録の内容を）慎重に点検するなど、スタッフ一同で努力する」との決意を述べた。
6月7日、読売テレビが再発防止策を発表するとともに、当番組で報告。同月1日付で局内に「危機管理責任者」（第三者の立場で自社制作番組のチェックを担当する管理職）というポストを新設するとともに、前月まで1名に委ねていた当番組のチーフプロデューサーを、2名に増員したことを発表した。放送までの経緯を菊間とは別の弁護士などが検証したところ、「セクシュアリティーに関する認識の欠如」「『取材対象者からの承諾さえあれば問題はない』という認識の危険性」「VTRチェック体制の不備」が問題点として浮上したことによる。
6月14日、放送倫理・番組向上機構（BPO）の放送倫理検証委員が、当番組について、上記の放送内容の審議に入ることを決定した。
9月18日、2019年秋の番組改編に伴う読売テレビの定例記者会見で、編成局長の隅田壮一が、「迷ってナンボ!」の放送を再開しないことを明言。BPOと真摯に向き合いながら、番組全体のチェック体制を強化するとともに、同コーナーの内容を進化させる方向で新しい企画の編成を進めていることも公表した。
12月10日、BPOの放送倫理検証委員会が、「迷ってナンボ!大阪・夜の十三」に関する委員の意見（委員会決定第31号）を記者会見で公表。当該ロケの放送内容において、日本民間放送連盟が定める放送基準「（3）個人情報の取り扱いには十分注意し、プライバシーを侵すような取り扱いはしない」、「適正な言葉と映像を用いると同時に、品位ある表現を心掛ける」よう求める放送倫理基本綱領および、「人権の尊重」と「報道における表現は節度と品位をもって行われなければならない」と求める同連盟の報道指針に反する行為（放送倫理違反）があったと判断した。また、放送に至った経緯の検証を通じて、「報道ニュース番組」と「情報バラエティー番組」の境界が曖昧になりつつあることの「危うさ」が明らかになったことを指摘。若一による放送中の的確かつ厳しい指摘や、放送後の読売テレビの対応については、「自主・自律の理念に基づく放送局の対処の在り方として高く評価したい」との見解を示した。

## これまでに放送された関西ローカルニュース番組
- テレトーク10（1978年4月3日 - 1982年4月2日）
- きんきTODAY（1982年4月5日 - 1985年9月27日）
- ニュースワイド TODAY（1985年9月30日 - 1988年4月1日）
- 大阪発プラス1（1988年4月4日 - 1990年3月30日）
- ニューススクランブル（1990年4月2日 - 2009年3月27日）

## 演出

### 使用楽曲
- オープニング：Everly 「Opening Sky」（2009年8月24日 - 2011年3月25日）
- 「tenタメ!」「ten!どん」ジングル：eLEQUTE「I Want You Back」（J-POP HOUSE COVERS 3「BABY HOUSE COVER Collection」収録）（2009年3月30日 - 2011年3月25日）
  - 2009年8月21日まではオープニング曲としても使用された。
- エンディング：Tommy february6 「○Strawberry●Cream○Soda●Pop○」（2009年3月30日 - 2011年3月25日）
- ten!ten!天気：「ステージクリア」（「ことばのパズル もじぴったん大辞典 オリジナルサウンドトラック」収録）（2009年3月30日 - 2011年3月25日）
- 2011年3月28日以降のオープニング・ジングル・エンディングは番組のオリジナル楽曲となっている。作曲は麻吉文 [21]。「ten」の声は小寺可南子[37]。
  - 初代：2011年3月28日 - 2013年3月22日
  - 2代目：2013年3月25日 - 2017年2月24日
    - 2017年2月27日からオープニングは若干アレンジしたものが使用されている。
- その後、清水の第3回大阪マラソンに出場を機に円が制作した応援ソング「走れシミケン」が2013年12月からエンディング曲として使用された。
  - 円広志「走れシミケン」（2013年12月 - 2017年2月24日）※清水降板後の2017年1月30日から2月24日まではノンクレジット
- 中谷のメインキャスター就任によるリニューアル時にエンディング曲が変更され、2017年4月から7月までは原則1か月ごとに楽曲が変更されていた。
  - チャカ・カーン「アイム・エブリ・ウーマン」（2017年2月27日 - 3月31日）
  - マドンナ「チェリッシュ」（2017年4月3日 - 4月28日）
  - ザ・ビーチ・ボーイズ「素敵じゃないか」（2017年5月1日 - 6月2日）
  - メイヤ「Rainbow」（2017年6月5日 - 6月30日）
  - THE TAMS「BE YOUNG, BE FOOLISH, BE HAPPY」（2017年7月3日 - 7月31日）
- その後、円が番組のために書き下ろした「ニュース」が2017年8月からエンディング曲として使用されている。レコーディングでは中谷がピアノ演奏で参加し、MVにはレギュラー出演者が登場しており[38]、円降板後の2023年1月以降も引き続き使用されている。
  - 円広志「ニュース」（2017年8月1日  - ）